# Otto Binswanger

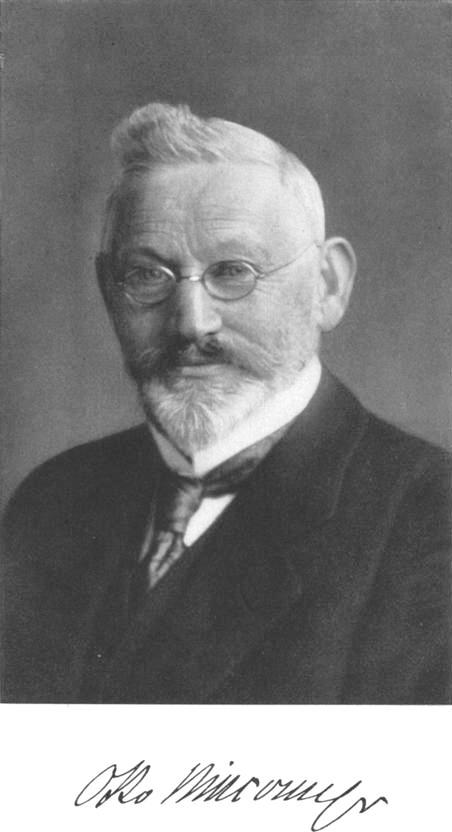
Otto Ludwig Binswanger

Otto Ludwig Binswanger (ur. 14 października 1852 w Scherzingen, zm. 15 lipca 1929 w Kreuzlingen) – szwajcarski neurolog i psychiatra. Jego ojciec Ludwig Binswanger (1820–1880) był założycielem Sanatorium Kreuzlingen, brat Robert Binswanger (1850–1910) był psychiatrą, bratanek Ludwig Binswanger (1881–1966) psychologiem.
Po uzyskaniu stopnia doktora nauk medycznych w 1877 roku, Binswanger spędził następne kilka lat jako asystent Theodora Meynerta w Wiedniu i Karla Westphala w Klinice Charité w Berlinie. Od 1882 do 1919 był dyrektorem i profesorem psychologii na Uniwersytecie w Jenie. W 1911 roku został rektorem uniwersytetu.
Binswanger napisał ponad 100 publikacji, głównie o padaczce i histerii. Jego nazwisko wiąże się z podkorowym otępieniem określanym jako choroba Binswangera. Pacjentami Binswangera byli m.in. Friedrich Nietzsche, Hans Fallada i Johannes Becher.